# Musée national des Grands Lacs
Le Musée national des Grands Lacs est un musée maritime situé dans le Toledo Maritime Center, un lieu patrimonial situé sur les rives de la rivière Maumee, à l'est de Toledo, dans l'Ohio. Exploité par la Great Lakes Historical Society, il célèbre le patrimoine naturel et bâti des Grands Lacs nord-américains d'un point de vue américain. Le musée est surtout connu comme le lieu d'amarrage du  vraquier des Grands Lacs, le SS Col. James M. Schoonmaker.

## Description
Le Musée national des Grands Lacs (NMGL) est né de la Great Lakes Historical Society, une organisation à but non lucratif de passionnés des Grands Lacs basée dans la région de Cleveland. Pendant de nombreuses années, la Société a exploité un petit musée à Vermilion. La Société a déménagé ses collections et a ouvert une structure muséale plus grande à Toledo en 2014, stimulée par la possibilité de combiner ses fonctions de musée avec l'exposition d'un cargo lacustre historique de la deuxième révolution industrielle. Le Schoonmaker est, à partir de 2019, amarré à côté du musée. Les plaques rivetées et la timonerie pré-radar du navire lancé en 1911 montrent la technologie disponible pour les constructeurs navals et les marins au début des années 1900. Le navire est ouvert au public pendant les mois chauds. En 2018, le musée a acquis par donation le remorqueur à la retraite Ohio de la Great Lakes Towing Co.. Il est prévu de remettre à neuf le remorqueur et de l'ouvrir pour des visites au printemps 2019.

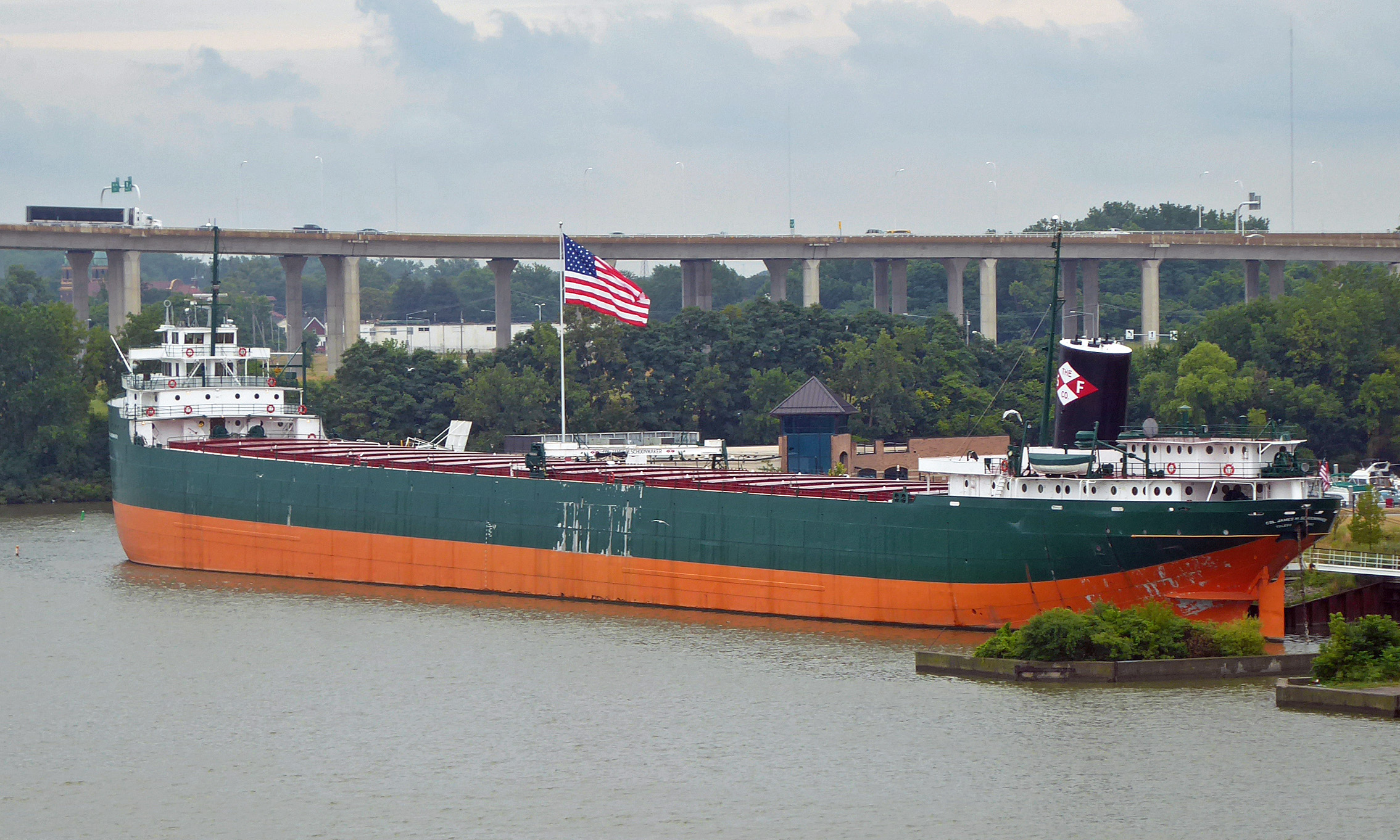
Le Col. James M. Schoonmaker

Le NMGL a assumé un rôle d'affilié croissant dans la découverte, l'identification et la préservation des navires coulés dans le lac Érié. Avec les progrès de la technologie maritime, il est devenu possible de trouver et d'identifier un pourcentage croissant de ces épaves. Les bateaux et les navires coulés, en particulier les navires construits avant 1900, peuvent être examinés pour découvrir des faits sur la construction de bateaux et l'expérience maritime qui ne sont pas clairement écrits dans les textes historiques.
La structure du musée,  inaugurée le 26 avril 2014, tente de célébrer à la fois le patrimoine naturel et artificiel des Grands Lacs. Les expositions principales, y compris les maquettes de bateaux, permettent au visiteur de se déplacer à travers les 350 ans d'histoire de la navigation des lacs. Des souvenirs physiques montrent les parties mobiles de la voile et de l'exploitation à vapeur, du gréement et des machines aux couverts et à la vaisselle en porcelaine utilisés par la flotte maintenant disparue de paquets de vapeur et de paquebots des Grands Lacs. Le musée est ouvert toute l'année.